# Buloria gyponinoides
Buloria gyponinoides är en insektsart som beskrevs av William Lucas Distant 1908. Buloria gyponinoides ingår i släktet Buloria och familjen dvärgstritar. Inga underarter finns listade i Catalogue of Life.